# Västernorrlands lagsaga
Västernorrlands lagsaga var en lagsaga som omfattade landskapen i Ångermanland och Västerbotten.

## Historik
Västernorrlands lagsaga lagsaga bildades 1720 genom en utbrytning ut Västernorrlands och Västerbottens lagsaga, då även Ångermanlands och Västerbottens lagsaga bröt sig ur och bildades. Västernorrlands lagsaga kom att bestå av landskapen Gästrikland, Hälsingland, Medelpad, Jämtland och Härjedalen medan Ångermanlands och Västerbottens lagsaga bestod av de övriga landskapen. Under en kort period 1762–1780 fanns det sedan en egen lagsaga för lappmarken, Lappmarkens lagsaga. Lagsagan avskaffades sedan, samtidigt med alla andra lagsagor, 31 december 1849.

## Lagmän
- Johan Adlerström 1720–1721
- Carl Broman 1721–1722
- Johan Didrik Grönhagen 1722–1728
- Carl Gustaf Wennerstedt 1728–1741
- Vilhelm Mauritz von Post 1741–1750
- Martin Ehrensvan 1750–1762
- Erik Jakob Lovisin 1762–1767
- Johan Casper von Böhnen 1768–1777
- Johan Magnus Nordin 1777–1790
- Olof af Malmsten 1790–1795
- Johan Gustav Norlin 1795–1827
- Lars Herman Gyllenhaal 1828–1836
- Johan Wretman 1836–1849